# Into the Heart
"Into the Heart" es la cuarta canción del disco de debut de U2, Boy (1980). La primera mitad de la canción es instrumental hasta que la voz de Bono irrumpe en la melodía. La canción habla sobre "el luto por la inocencia y la destrucción del jardín secreto de la eterna juventud".

## En directo
- Tocada por primera vez el 10 de julio de 1980 en el Hotel Clarendon, Londres, Inglaterra.
- Tocada por última vez el 27 de junio de 2005 en Croke Park, Dublín, Irlanda.

Esta canción ha sido interpretada en directo al menos 220 veces.